# 梨园站 (湖北省)
梨园站位于中华人民共和国湖北省武汉市武昌区，是武汉地铁8号线的地铁车站。

## 車站结构
本站是8号线一期工程位于江南的起始站，车站位于徐东大街与华电小路交叉路口以东的徐东大街路下，车站为地下两层岛式站台车站，车站长约405.7m，标准段宽度为22.5m，车站共设4个出入口和4组低风亭。

### 楼层分布
| 地面     | 地面                       | 出入口                                   |  |  |
| 地下一层 | 站厅                       | 售票机、客服中心、武漢通充值、洗手間     |  |  |
| 地下二层 |                            | █ 8号线 往金潭路（下一站：岳家嘴）       |  |  |
|          | 岛式站台，左侧车门将会打开 |                                          |  |  |
|          |                            | █ 8号线 往军运村（下一站：省博湖北日报） |  |  |

### 車站出口
|                                                 |      |                                                                         |
| 出口編號                                        | 設施 | 建議前往的目的地                                                        |
| A                                               |      | 徐東大街 武漢市東湖中學、東湖麗景酒店、中國建設銀行、漢口銀行           |
| B                                               |      | 徐東大街 東湖路、東湖風景區、新華社湖北分社、知音傳媒公司               |
| C                                               |      | 徐東大街 東湖路、梨園廣場、武漢紡織大學、國網華中電網有限公司、東湖天下 |
| D                                               |      | 徐東大街 華電小路、洪山區梨園小學、國網湖北省電力公司、梨園小區         |
| 注： 設有升降機 \| 設有輪椅升降台 \| 設有洗手間 |      |                                                                         |

## 临近地点
梨园广场、东湖绿道、东湖天下等。

### 内部链接
- 武汉地铁车站列表